# Santuario della Beata Maria Vergine di Caravaggio
Il santuario della Beata Maria Vergine di Caravaggio (o della Madonna di Caravaggio) è una chiesa cattolica situata nella località di Deggia, nel comune trentino di San Lorenzo Dorsino; fa parte dell'arcidiocesi di Trento ed è sussidiaria della chiesa parrocchiale di San Lorenzo in Banale.

## Storia

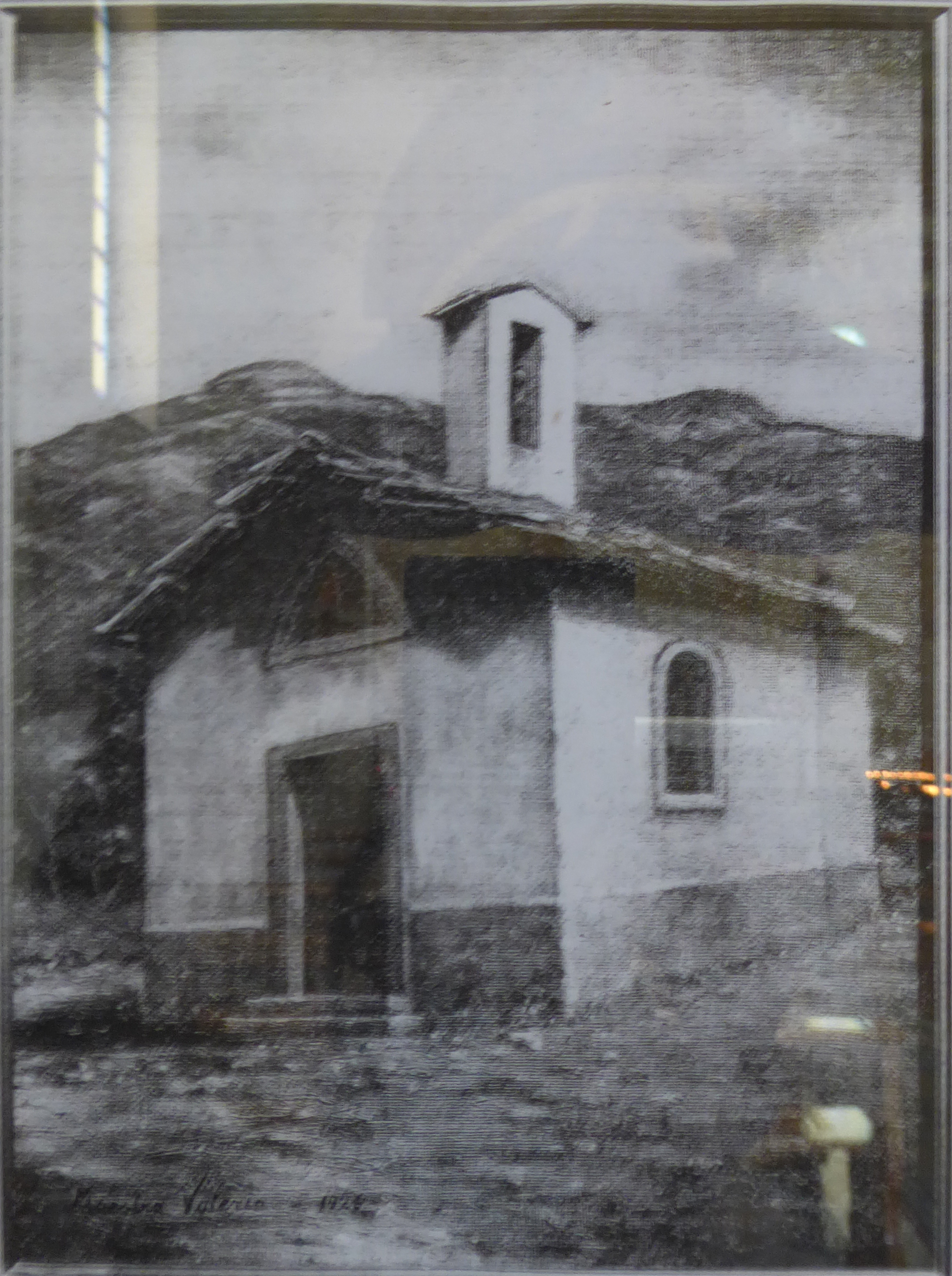
La prima cappella di Deggia

Una prima cappella sul posto venne eretta in seguito all'epidemia di colera che colpì il Banale nel giugno del 1855; inizialmente, i superstiti di Deggia (località all'epoca sede di varie attività legate all'acqua, e ora spopolata) fecero voto di costruire un'edicola votiva dedicata a san Rocco, ma il progetto divenne in breve tempo assai più ambizioso, e portò invece alla costruzione di una cappella intitolata alla Vergine Maria. Ottenuto il beneplacito dalla curia, il sacello venne benedetto dal parroco di Tavodo, don Carlo Collini.
Nei trent'anni successivi la devozione per la cappella crebbe notevolmente, e la popolazione cominciò a definirla "santuario". Si avvertì quindi la necessità di avere una chiesa più grande: un primo progetto, dell'architetto Cesare Rosa di Condino, prevedeva di convertire l'edificio esistente in abside di una nuova struttura; si scelse invece di abbattere la cappella, e costruire un nuovo edificio da zero.
I lavori, affidati agli impresari Celeste Rigotti, di Prusa, e Desiderio Gionghi, cominciarono il 10 giugno 1894, con la benedizione della prima pietra da parte di don Antonio Prudel, curato di San Lorenzo in Banale; la nuova chiesa, terminata nel 1896, venne intitolata alla Madonna di Caravaggio e a san Giuseppe, e venne benedetta il 26 maggio dall'arciprete di Condino, e già curato di San Lorenzo, don Giacomo Redolfi. Nel 1897-98 vennero aggiunti all'edificio il campanile e la sacrestia, ad opera di Beniamino Rigotti di Prusa e Angelo Sottovia di Pergnano.
Da allora la chiesa non ha subìto interventi strutturali significativi; è stata restaurata nel 1945 (e contemporaneamente decorata all'interno da Marco Bertoldi), nel 1961 (vennero rifatti il tetto e il pavimento) e nel 1980-82; infine vi furono vari interventi tra il 1988 e il 1994 (tra cui rifacimento del tetto, del sagrato e dell'impianto elettrico, ritinteggiatura, adeguamento liturgico).

## Descrizione

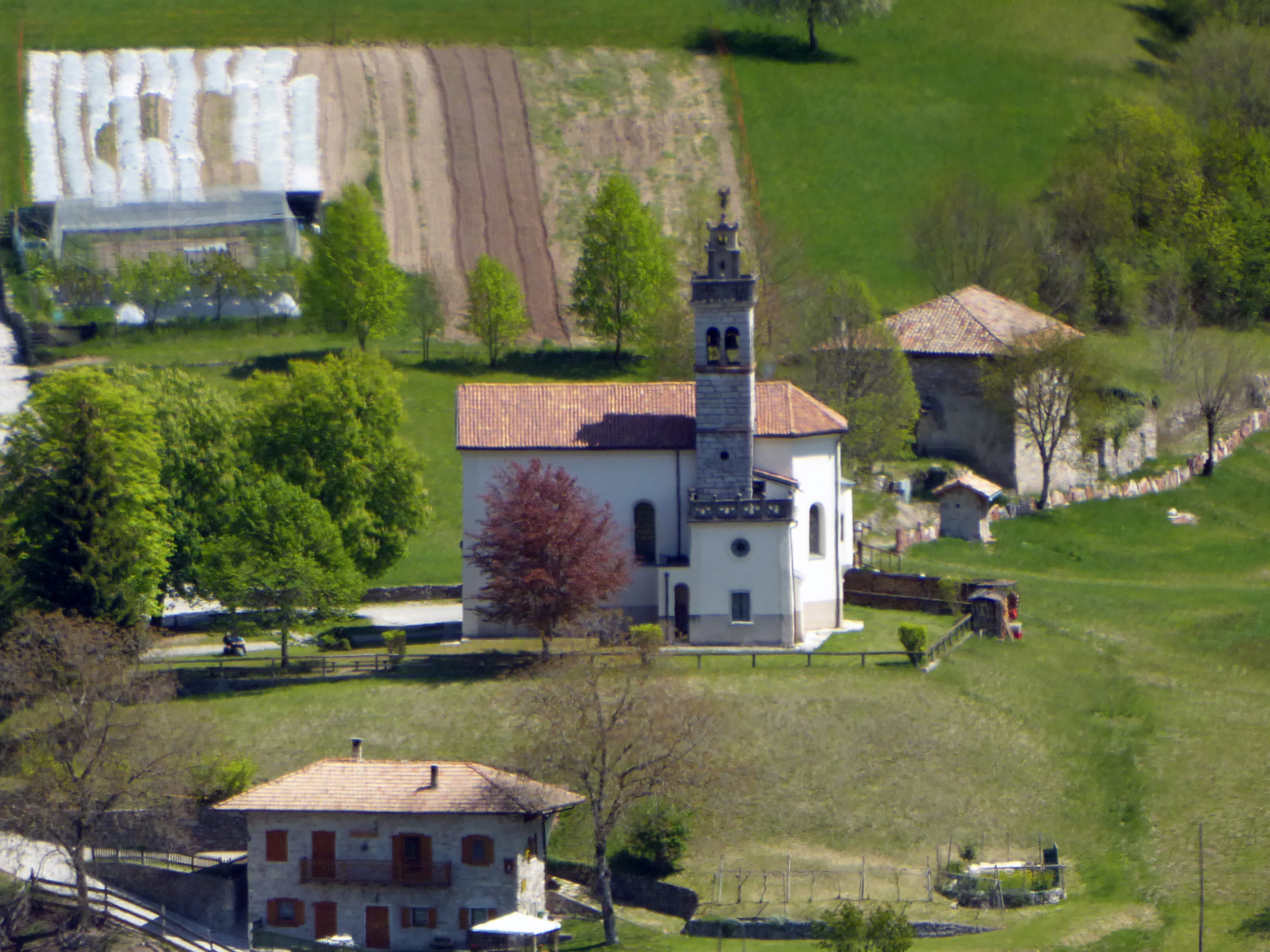
La chiesa vista da Castel Mani

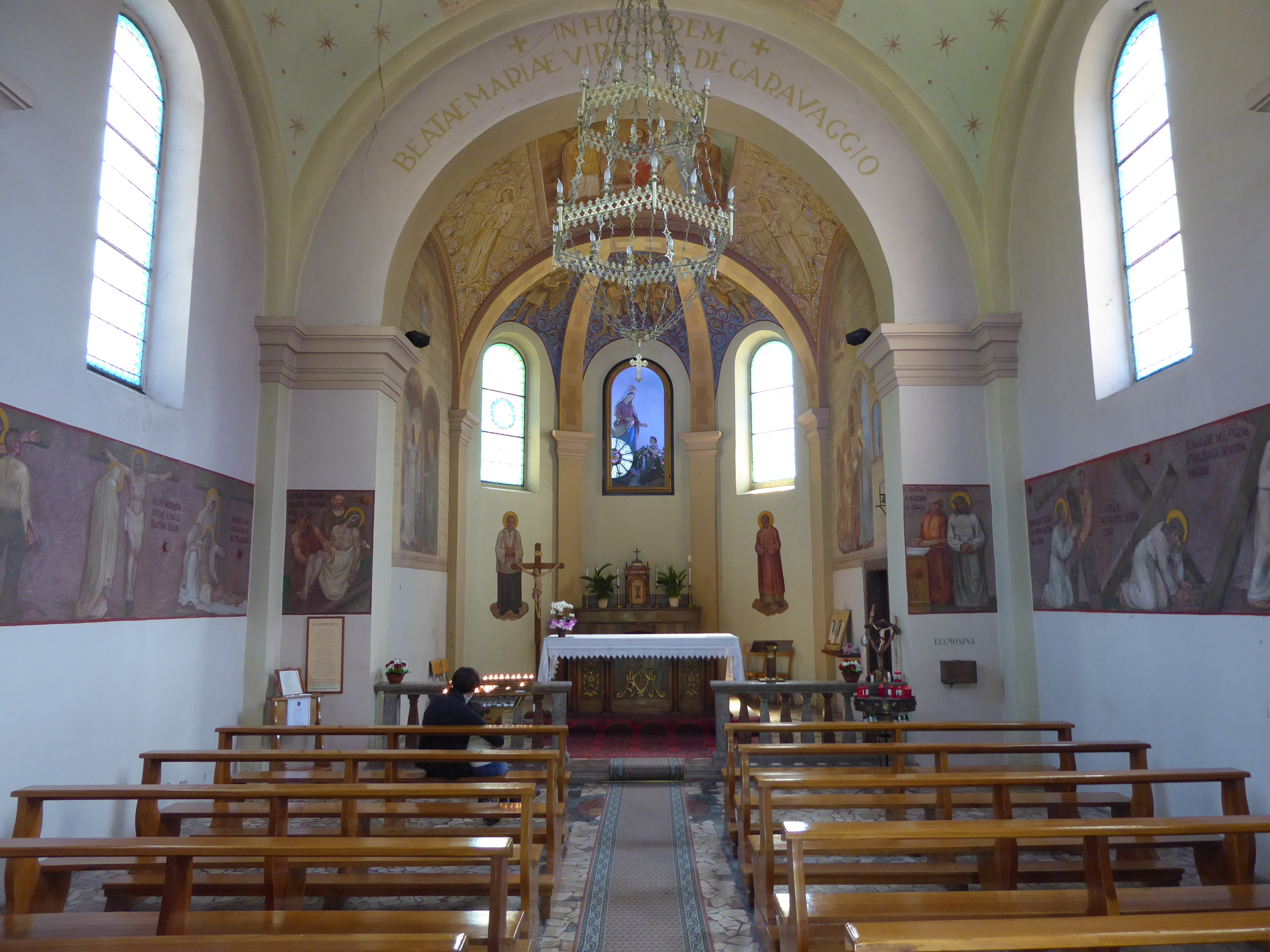
Interno

### Esterno
La chiesa ha una facciata a capanna con profilo a rilievo dentellato, aperta solo dal portale d'ingresso e da un oculo in alto; sono presenti sei finestre a monofora centinata, due su ciascuna parete laterale e altre due sul retro. Sul fianco destro, in posizione arretrata, sporge il corpo della sagrestia, dotato di un proprio accesso esterno con portico a tre fornici; dal tetto della sagrestia, costituito da un terrazzo con parapetto, si eleva il campanile in pietra a vista e cemento, con cella campanaria aperta da bifore e sormontata da un'elaborata copertura a torretta.

### Interno
L'interno della chiesa è pianta rettangolare, a navata unica, suddivisa in due campate coperte da volte a vela; un arco santo introduce al breve presbiterio, rialzato di un gradino, che si conclude con un'abside poligonale con volta a creste e vele.
Nell'abside, la nicchia centrale ospita le statue della Vergine di Caravaggio con la veggente Giannetta de' Vacchi. Gli interni sono decorati da dipinti a tempera e affresco realizzati da Marco Bertoldi nel 1945; sulle volte sono presenti episodi tratti dalla vita di Maria, mentre sulle pareti della navata sono raffigurate le stazioni della via Crucis.